# 九龍禮賢學校暨幼稚園
九龍禮賢學校暨幼稚園（英語：Kowloon Rhenish School and Kindergarten），簡稱KRS、禮賢學校、禮小、禮幼等，是一所香港私立小學及幼稚園，位於香港九龍塘又一村石竹路2A。1959年由中華基督教禮賢會九龍堂創辦，為區內傳統私立名校。學校小學部與幼稚園共用同一校舍。

## 校政管理
歷任校監
- 彭學高 先生[3]
- 陳翼堅 牧師[4]
- 陳啟元 先生[5]
- 鄧少軒 先生

歷任校長（小學部）
- 區天康 先生[6]
- 1990年至2017年：陳劉斯嫦 女士[7][8]
- 2017年至今：蘇吳玉英 女士

歷任校長（幼稚園部）
- 2012年至2023年：朱寶儀 女士 [9]
- 2023年至今：鍾佩詩 女士

## 校訓

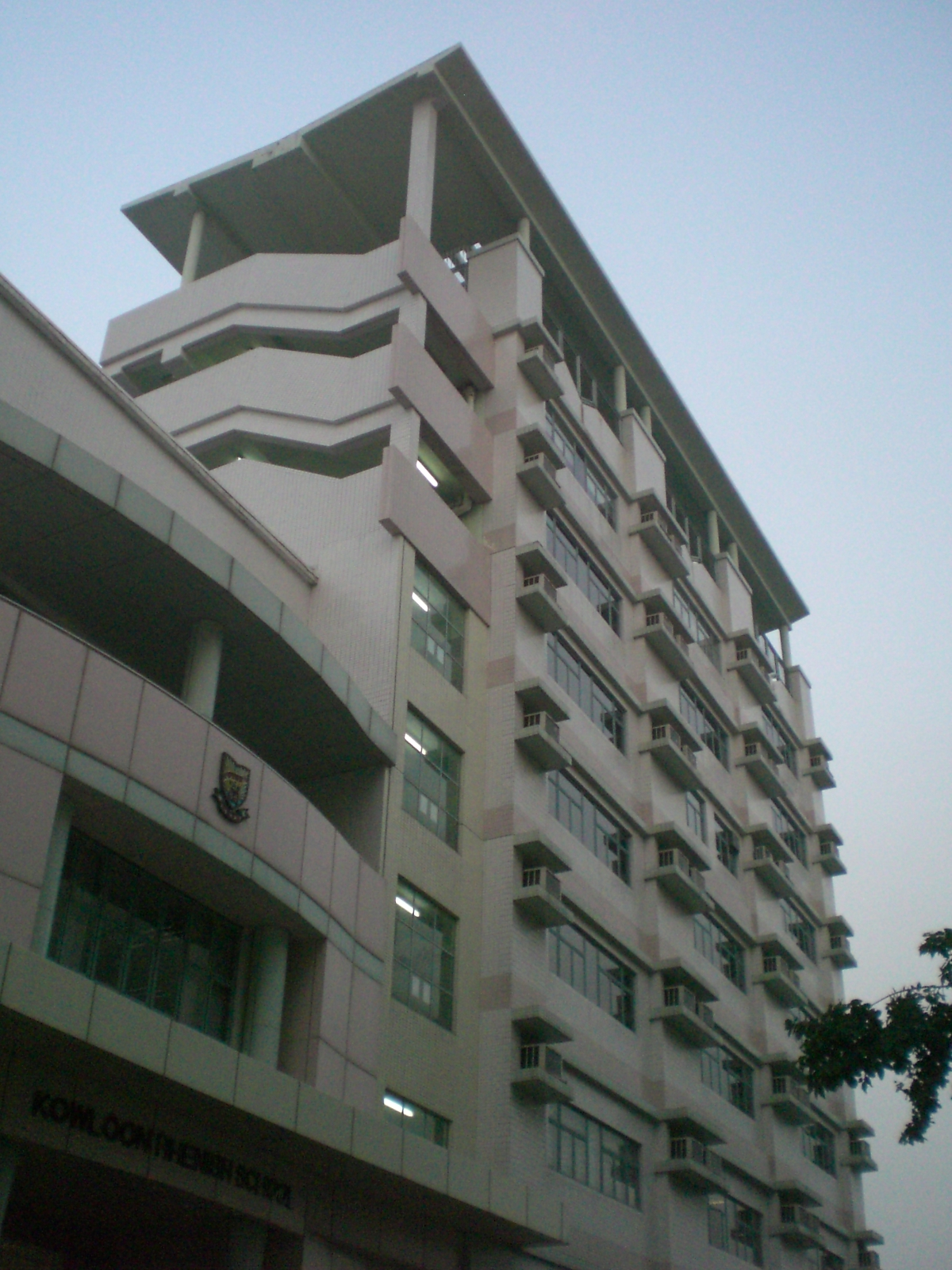
九龍禮賢學校校舍外觀

「敬畏耶和華是智慧的開端」箴言 1:7

## 班級結構
學校採用小班教學制。小一至小六每級有三班，共有18班。學生人數為552人，平均每班只有30人。三班為「勇」「信」「望」，其中「望」班在四年級開始會變為「愛」班。

2024年學年，小一及小二加至4班，小五及小六減至2班。

## 校舍設施
|      | 設施                                                               |
| ---- | ------------------------------------------------------------------ |
| G/F  | 校務處、小賣部、籃球場、小學禮堂、前往禮賢會九龍堂的通道           |
| 1/F  | 電腦室、圖書館、多用途室、幼稚園部教員室、小學部教員室、幼稚園課室 |
| 2/F  | 小學部教員室、多用途室、小學課室                                   |
| 3/F  | 小學部教員室、空中花園、小學課室                                   |
| 4/F  | 視覺藝術室、小學課室                                               |
| 5/F  | 音樂室、小學課室                                                   |
| 6/F  | 電腦室、小學課室                                                   |
| 天台 | 天台花園                                                           |

## 教學特色
所有學生在午膳後均不用上課，星期二和四下午為聯課活動（課外活動），而星期一和三則是做功課時間。星期五的放學時間為1:45pm，參加管弦樂團的學生則在4:30pm放學。而小學部和幼稚園階段已經對學生的英文非常重視，選取教材時更採用貼近兒童的實際需要，透過閱讀去有效地學習英文。

## 軼事

### 六愛書齋
在2015－2016學年，學校前樓梯在6樓和天台之間的一片小空地成為一群同學看書聊天的聚腳點。一邊看著獅子山，一邊分享閱讀的樂趣。可惜在這群學生畢業後，這項「習慣」也一同隨他們離去。
2015, 當年曾經出現橡筋學會(Rubber Band Club, RBS) 與書齋成員發生土地爭奪事件, 在眾多橡筋橫飛, 那時書齋一篇狼藉, 眾成員著節節敗退, 但在一輪苦戰過後, 黎明終將降臨, 此事以書齋成員成功捍衛作結。

## 著名/傑出校友
- 魏雁濱（1964年小六）：香港中文大學社會工作學系名譽教授[14]
- 潘盈慧（1995年小六）：香港女藝人
- 羅映潮：香港全職長跑運動員
- 廖文信：香港YouTube頻道小薯茄導演
- 麥潤壽：香港廣播節目主持人[15]